# Кампанотико I (Мачерата)
Кампанотико I (итал. Campanotico I) насеље је у Италији у округу Мачерата, региону Марке.
Према процени из 2011. у насељу је живело 60 становника. Насеље се налази на надморској висини од 525 м.